# 高野山
高野山（こうやさん）是位于日本和歌山縣裡標高約1,000公尺前後的山群中的一個地域，在行政劃分上隸屬於伊都郡高野町，也是該町的核心聚落和市中心所在。
在平安時代的弘仁7年（816年）弘法大師空海在此修行並建立了金剛峰寺，後來成為高野山真言宗總本山。整個山中的寺院總數約有117間，於平成16年（2004年）7月，被聯合國教科文組織登記『紀伊山地的聖地及朝聖路』列為世界遺產之一。高野山同時也是金剛峯寺的山號。
高野山同時是安土桃山時代非常著名的流放地，許多知名武士都因不同的原因被流放到此。

## 概要

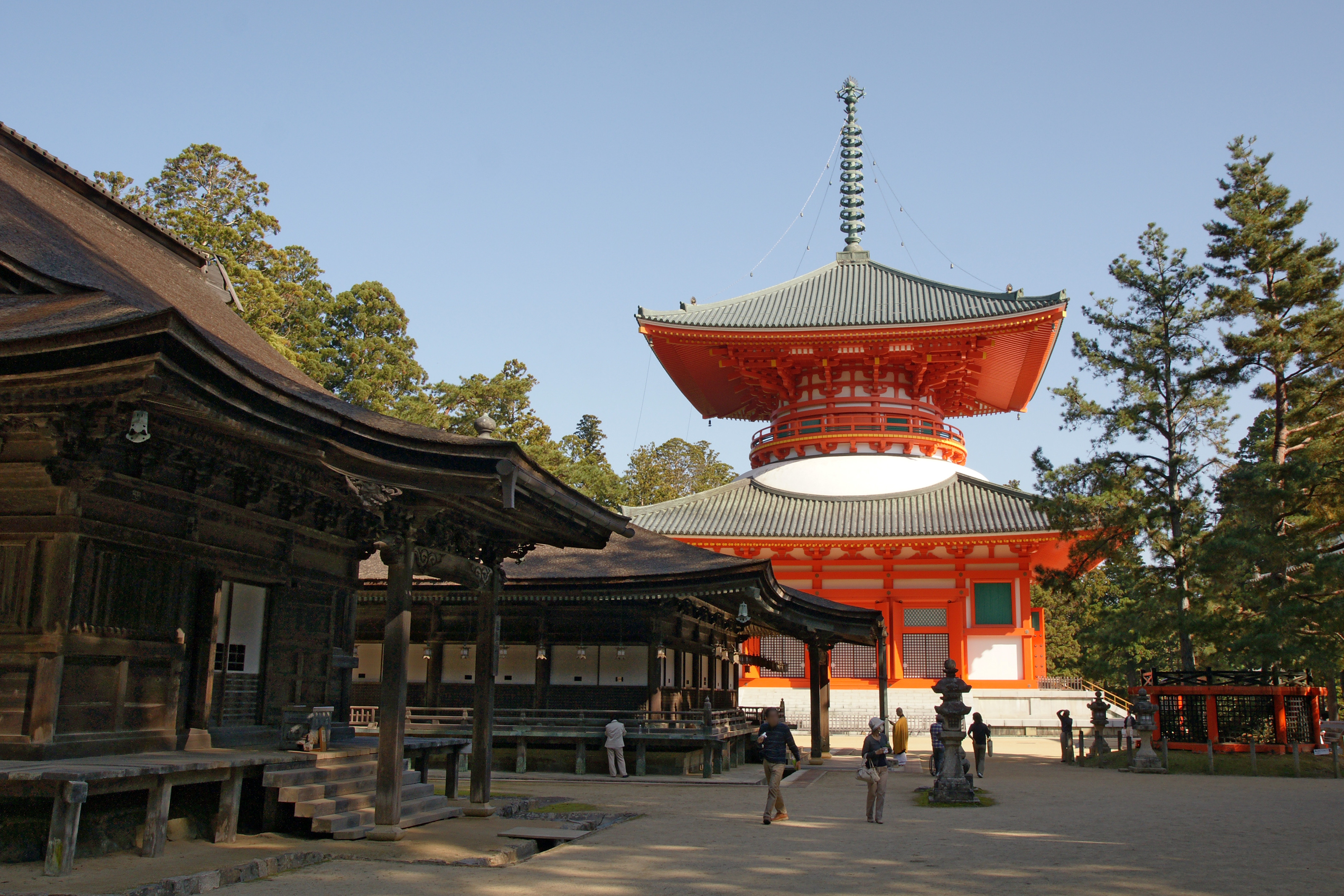
壇上伽藍

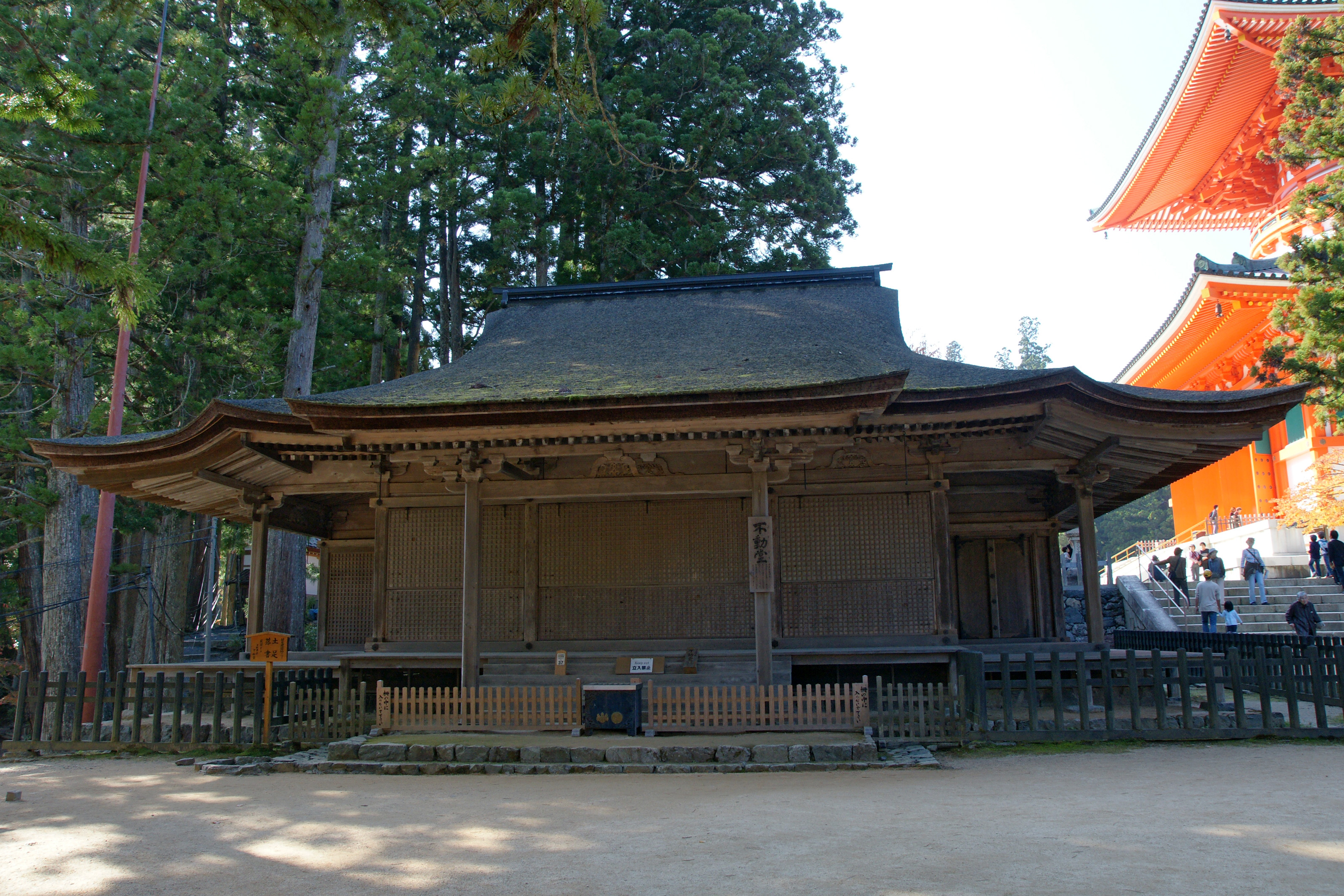
壇上伽藍旁的不動堂（日本國寶）

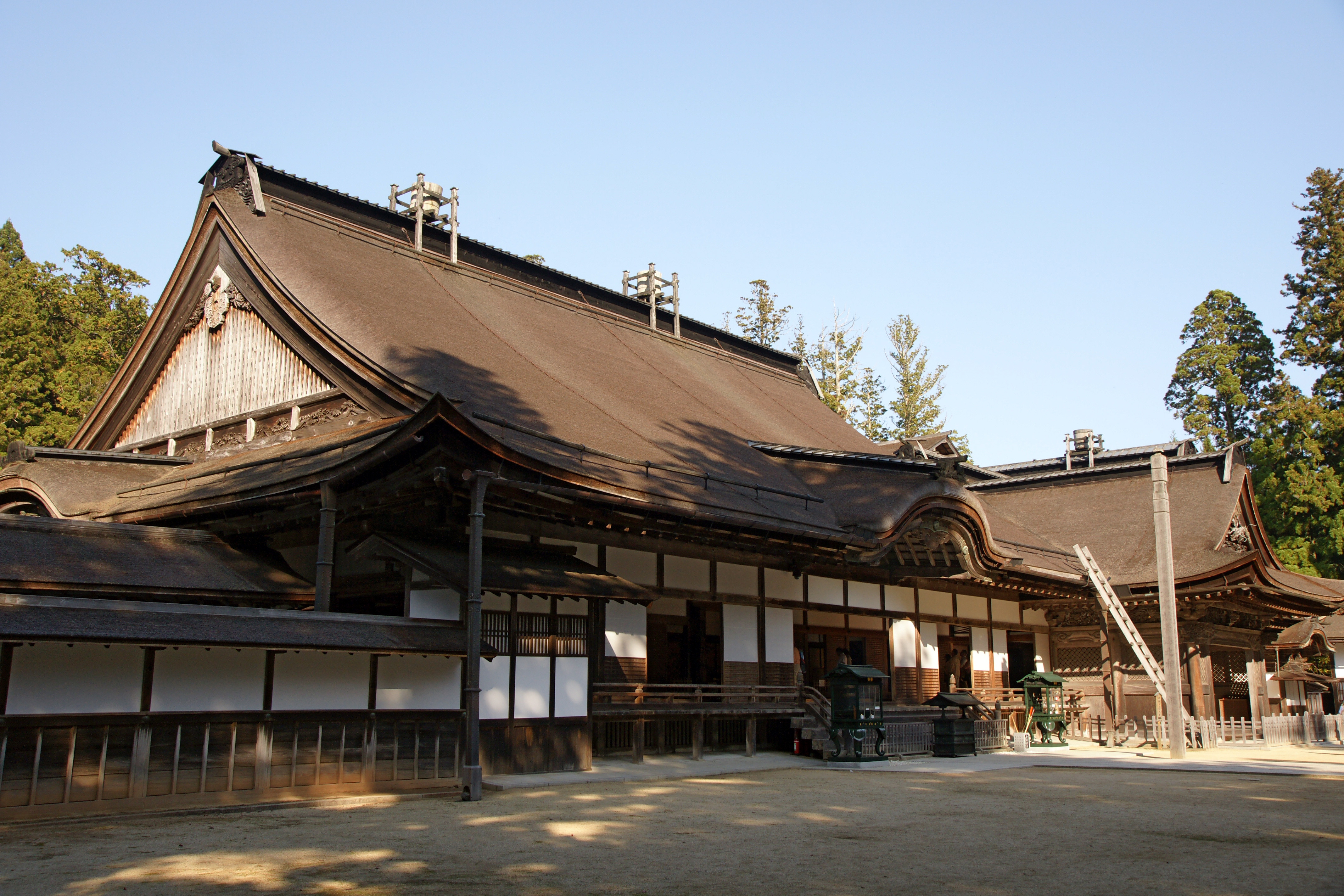
金剛峯寺

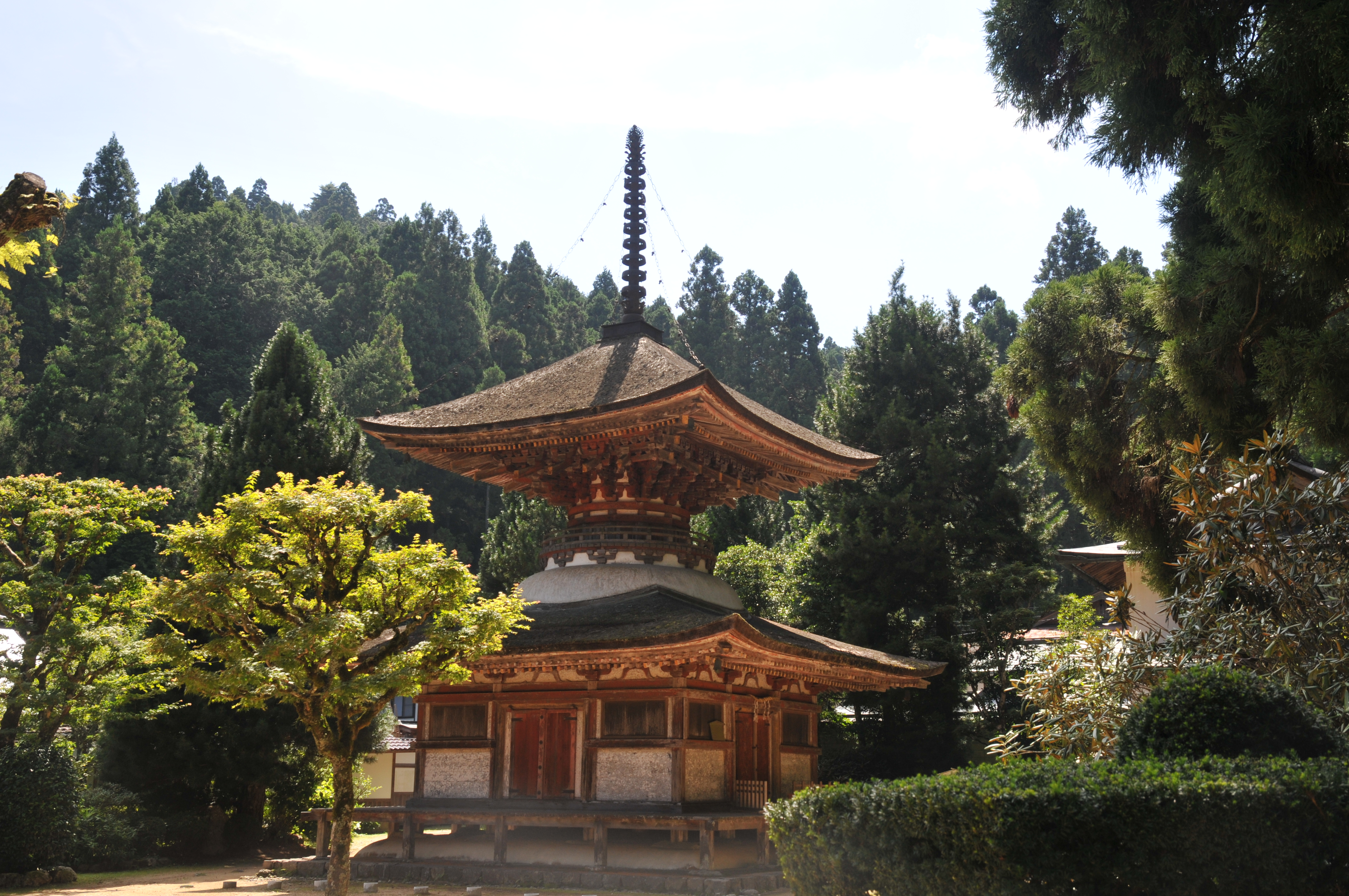
金剛三昧院的二層寶塔（日本的國寶）

高野山是弘法大師空海在弘仁七年（816年）時得到嵯峨天皇的允許所開創的，成為真言密教的基本修煉場所。自開創以來將近1,200年，是有歷史價值的名勝。
高野山是指被標高大約1,000公尺的群山所包圍起來之地，也是這些山群的總稱，位於和歌山縣伊都郡高野町，因為其地形猶如蓮花開花時一樣的，同時也被稱為是「八葉之峰」。分有內八葉「傳法院山、持明院山、中門前山、藥師院山、御社山、神應丘、獅子丘、勝蓮華院山」等八峰環繞著「根本大塔」；還有外周邊所圍繞著的「今來峰、寶珠峰、鉢伏山、辯天岳、姑射山、轉軸山、楊柳山、摩尼山」等外八峰。這樣的地形用來當作是一個佛教的聖地非常適切，可以說是個山上的宗教都市。不過事實上這並沒有「高野山」這樣的山名存在，這只是個被山群所包圍起來的一個地名，也是真言密宗總本山「金剛峯寺」的山號。
目前在高野山與豐臣秀吉有關聯的建築物稱為「金剛峯寺」，不過原本應該是這一整座山的總稱。包含寺內大門、各堂以及內院等，整個高野山都是在「金剛峯寺」的範圍之內。 
1643年德川家光在此也建立了祭祀德川家康以及德川秀忠的德川家靈廟，統稱為「德川家靈台」，是日本指定的重要文化財。
- 安國院殿靈廟，祭祀德川家康
- 台德院殿靈廟，祭祀德川秀忠

除此之外，在金剛峯寺旁的蓮花院是當時德川家在參拜時的居所，也有祭祀著許多大奧關係者的牌位。

## 歷代年表
以下為高野山成立以來的主要大事年表。
平安時代
- 816年（弘仁七年） 空海僧（弘法大師）請求賜與高野山，於7月8日高野山正式受令許可開創。
- 818年（弘仁九年） 受令許可後空海僧第一次登上高野山。
- 819年（弘仁十年） 空海僧於高野山七里四方結界，建立伽藍開始著手，開始建設了明神社。
- 835年（承和二年） 3月21日弘法大師於高野山內堂入定仙遊。
- 883年（元慶七年） 真然僧建議陽成天皇到高野山參拜消除罪障。
- 900年（昌泰三年） 宇多天皇到高野山參拜。
- 919年 觀賢僧成為東寺與金剛峯寺的住持。
- 921年（延喜二十一年） 觀賢僧上奏天皇賜與空海為弘法大師。
- 994年（正曆五年） 高野山遭到雷擊，許多廳堂皆因火災而燒失，之後漸漸衰退。
- 1016年（長和五年） 祈親上人定譽著手高野山的復興。
- 1023年（治安三年） 貴族藤原道長受仁海僧勸說上山，再度復興。
- 1026年（萬壽三年） 藤原道長之女於上東門院帶髮修行。
- 1088年（寬治二年） 白河天皇前往高野山，下詔再興建大塔。
- 1132年（長承元年） 大傳法院落成。
- 1149年（久安五年） 大塔遭雷擊，除了御影堂之外全燒失。
- 1150年（久安六年） 金堂落成。
- 1156年（保元元年） 平清盛致力大塔的重建。

鎌倉時代
- 1223年（貞應二年） 源賴朝之妻北条政子為了亡夫而建立金剛三昧院（現為日本國寶）。
- 1265年－1285年 由高野山麓慈尊院到山上為止建立了町石。

室町時代
- 1392年 足利義滿兩度上山。
- 1521年 伽藍諸廳堂失火燒毀。

安土桃山時代
- 1581年 織田信長攻擊高野山。
- 1585年 因為高野山的燒失，豐臣秀吉預定反擊，但被應其上人勸止。
- 1590年 豐臣秀吉建立興山寺。
- 1593年 建立青嚴寺。

江戶時代
- 1630年 伽藍諸廳堂再度失火燒毀。
- 1705年 現有的大門落成。
- 1843年 因為遭到雷擊，伽藍全毀。
- 1847年 紀州德川家為談主再建御影堂（現存）。

明治時代
- 1869年 青嚴寺與興山寺合併改為金剛峯寺。
- 1871年 高野山寺領返還國家。
- 1872年 解除高野山的女性禁制。
- 1891年 高野山內子院六百數十間寺廟統廢合併，變成一百三十多間寺廟。

昭和時代
- 1926年 金堂失火全燒。
- 1929年 正式開通電車到極樂橋。
- 1930年 纜車開通。
- 1932年 金堂再建落成。
- 1937年 大塔再建落成。
- 1946年 設立高野山真言宗，以金剛峯寺為總本山。

## 關連項目
- 高野山真言宗
- 高野山大學

## 來源與註解
1. 1 2  （日語） 的存檔，存档日期2007年9月28日，.（和歌山新聞2004年1月3日第四版面上刊載記事內容）
2. ↑  山號，指日本寺廟名稱前所冠的別名，主要是為了不同地方常有相同寺名之區別。根據日本大辭林的說明，山號是取自寺廟所在的山名，但在鎌倉時代之後因為制度的改變，一般平地上的寺廟也會冠上山號。
3. ↑  （日語）（页面存档备份，存于） （页面存档备份，存于） （页面存档备份，存于）  （页面存档备份，存于）（悠誘高野山詳細介紹說明以及參考地圖與由來等資料）
4. 1 2 3  參考：（日語） 的存檔，存档日期2007-04-29.（了解高野山，高野山真言宗　總本山）
5. ↑  （日語）參考：（德川家靈台，和歌山歷史的建造物，歷史的建物與文化財），2008年7月2日參訪。
6. ↑  參考：（日語）高野山年表 的存檔，存档日期2007-05-03.。

## 外部連結
- [永久]
- http://www.koyasan.or.jp/ （页面存档备份，存于）（高野山真言宗金剛峯寺）
- 高野町 （页面存档备份，存于）
- （高野山導覽）
- http://www.reihokan.or.jp/ （页面存档备份，存于）（高野山靈寶館官方網站）
- http://watchizu.gsi.go.jp/cgi-bin/watchizu.cgi?id=51352455&slidex=800&slidey=1400 （页面存档备份，存于）（日本國土地理院地圖閱覽系統，2萬5千分之一地形圖）

34°12′45″N 135°35′11″E / 34.21250°N 135.58639°E